# أوريستيس أرواخو
أوريستيس أرواخو (بالإسبانية: Orestes Araújo)‏ هو صحفي ومدرس وكاتب ومؤرخ أوروغواياني، ولد في 22 أكتوبر 1853 في ماهون في إسبانيا، وتوفي في 31 أغسطس 1915 في مونتفيدو في الأوروغواي.